# Paul Brannen
Paul Brannen (ur. 13 września 1962 w Peterborough) – brytyjski polityk, poseł do Parlamentu Europejskiego VIII kadencji.

## Życiorys
Absolwent Walbottle High School, następnie ukończył teologię i religioznawstwo na University of Leeds. Pełnił funkcję przewodniczącego uczelnianego związku studentów. Pracował przy różnych kampaniach społecznych, a także w organizacji charytatywnej Christian Aid jako dyrektor regionu. Został działaczem Partii Pracy, w 1997 i w 2001 bez powodzenia kandydował do Izby Gmin.
W wyborach w 2014 z ramienia swojego ugrupowania uzyskał mandat eurodeputowanego VIII kadencji. Dołączył do frakcji Postępowego Sojuszu Socjalistów i Demokratów.